# 浙江大学海洋学院
浙江大学海洋学院是浙江大学和舟山市政府2013年6月合作建立的一所以海洋教学与科研为特色的二级学院，下设海洋科学系、海洋工程学系。位于浙江大学舟山校区。

## 简介
浙大与舟山市政府于2012年6月10日在杭州签署合作协议。根据协议，浙大负责海洋学院的运行管理与学科专业设置，舟山市负责校园基础建设。校址位于舟山市临城街道惠民桥区块，规划总建筑面积24万平米。校园建设于2012年底前动工，学院将从2013年开始招生，首批新生于2015年9月进驻，至2025年后在校生规模将稳定达到4000人左右。

## 历史
浙江大学于2003年组建了海洋研究中心，在此基础上整合校内相关学科专业和人才资源，于2009年5月成立了浙江大学海洋科学与工程学系（简称海洋系）。海洋系在师资队伍、人才培养、科学研究、国际合作交流等方面都取得了长足进步，在海洋学科领域实现了跨越式发展。
为进一步贯彻落实国家重大战略部署，主动服务和支撑国家海洋发展战略，响应地方重大需求，2012年12月，以现有海洋系为基础，浙江大学海洋学院（筹）正式成立。2013年6月，浙江大学正式发文将浙江大学海洋学院（筹）更名为浙江大学海洋学院，同时正式成立了海洋科学系、海洋工程学系。建立了5+4研究所，确立了二个学系的基本框架。

## 师资队伍
海洋学院现有专任教师71人（在库人员），其中正高级职称人员19人、副高级职称人员25人，博士研究生导师27人、硕士研究生导师46人。在站博士后研究人员10人；机关党政管理人员25人。教师中有国家“千人计划”3人、国家“青年千人”1人、国家级百千万人才工程人选2人、浙江大学讲座教授3人、求是特聘教授1人、青年求是学者19人、浙江省“千人计划”6人、浙江省特级专家1人、浙江省有突出贡献中青年专家1人、荣获国家技术发明二等奖2人、教育部优秀青年教师奖1人、宝钢优秀教师奖1人，浙江省新世纪151人才第一、二、三层次培养人员8人、双聘两院院士2人。专任教师中包括海外博士在内，有52%以上为海外引进。

## 人才培养
海洋学院现设有海洋科学系、海洋工程学系，拥有海洋工程与技术、港口航道与海岸工程、海洋科学、船舶与海洋工程4个本科专业，拥有一级学科硕士点2个（1个为浙江省重点学科），二级学科博士点5个，工程硕士专业2个，形成了博士、硕士、本科和继续教育等完整的教学体系。目前在校硕士、博士研究生154人，工程硕士30余人，本科生294人。
学院四个本科专业均已开展国际合作办学：
- 海洋工程与技术（与美国罗德岛大学共建）
- 海洋科学（与夏威夷大学、南安普顿大学共建）
- 船舶与海洋工程（与英国斯特莱斯克莱德大学共建）
- 港口航道与海岸工程（与美国爱荷华大学共建）